# 2023년 AFC 아시안컵 결승전
2023년 AFC 아시안컵 결승전은 AFC 아시안컵의 제18회 대회인 2023년 AFC 아시안컵 우승팀을 결정하기 위한 다가오는 축구 경기이다. 아시안컵은 아시아 축구 연맹의 회원국들의 성인 남자 대표팀들이 참가하는 4년 간격 대회이다. 이 결승전 경기는 카타르 루사일 소재 루사일 스타디움에서 2024년 2월 10일에 개최될 것이며 결승전 참가팀은 요르단과 카타르이다.
요르단은 최초로 아시안컵 결승에 진출하였고 경기 결과 개최국 카타르가 2019년 대회 우승 후 2연속 우승을 차지하였다.

## 경기장
2023년 AFC 아시안컵 결승전이 열리게 되는 경기장은 루사일 스타디움이다. 이 경기장은 88,966명의 관중을 수용할 수 있으며, 카타르에서 가장 큰 경기장이다.

## 결승전까지의 경기
| 순위 | 팀         | 경기 | 승점 |
| ---- | ---------- | ---- | ---- |
| 1    | 바레인     | 3    | 6    |
| 2    | 대한민국   | 3    | 5    |
| 3    | 요르단     | 3    | 4    |
| 4    | 말레이시아 | 3    | 1    |

| 순위 | 팀             | 경기 | 승점 |
| ---- | -------------- | ---- | ---- |
| 1    | 카타르 (H)     | 3    | 9    |
| 2    | 타지키스탄     | 3    | 4    |
| 3    | 중화인민공화국 | 3    | 2    |
| 4    | 레바논         | 3    | 1    |

## 경기

### 세부 사항
| 요르단           | 1 - 3  | 카타르                                              |
| ---------------- | ------ | --------------------------------------------------- |
| - 알나이마트 67′ | 리포트 | - 아피프 22′ (페널티), 73′ (페널티), 90+5′ (페널티) |

| 요르단 | 카타르 |

| GK            | 1  | 야지드 아부 라이라   | 90+4′ |       |
| CB            | 3  | 압달라 나시브        |       |       |
| CB            | 5  | 야잔 알아라브        |       |       |
| CB            | 17 | 살렘 알아자린        | 45+7′ |       |
| RM            | 23 | 이흐산 하다드 (주장) |       |       |
| CM            | 21 | 니자르 알라쉬단      |       |       |
| CM            | 8  | 누르 알라왑데        |       |       |
| LM            | 13 | 마흐무드 알마르디    |       | 80′   |
| RW            | 10 | 무사 알타마리        |       |       |
| LW            | 9  | 알리 올완            | 18′   | 90+5′ |
| CF            | 11 | 야잔 알나이마트      | 86′   |       |
| 교체 선수:    |    |                      |       |       |
| MF            | 18 | 살레 라테브          |       | 80′   |
| MF            | 25 | 아나스 알아와다트    |       | 90+5′ |
| 감독:         |    |                      |       |       |
| 후세인 암무타 |    |                      |       |       |

| GK            | 22 | 메샬 바르샴            | 90+16′ |     |
| LB            | 5  | 타레크 살만            |        |     |
| CB            | 3  | 알마흐디 알리 무크타르 |        | 81′ |
| CB            | 12 | 루카스 멘데스          |        |     |
| LB            | 4  | 모함메드 와드          |        |     |
| CM            | 24 | 자셈 가베르            |        | 53′ |
| CM            | 20 | 아흐메드 파테          |        |     |
| AM            | 9  | 유수프 압두리사그      |        | 63′ |
| AM            | 10 | 하산 알하이도스 (주장) |        | 53′ |
| AM            | 11 | 아크람 아피프          |        |     |
| CF            | 19 | 알무이즈 알리          |        |     |
| 교체 선수:    |    |                        |        |     |
| MF            | 8  | 알리 아사달라          | 90+9′  | 53′ |
| MF            | 6  | 압둘아지즈 하팀        |        | 53′ |
| FW            | 17 | 이스마엘 모하마드      |        | 63′ |
| DF            | 16 | 부알렘 쿠키            |        | 81′ |
| 감독:         |    |                        |        |     |
| 틴틴 마르케스 |    |                        |        |     |

| 최우수 선수: 아크람 아피프 (카타르) 부심: 저우페이 (중국) 장청 (중국) 대기심: 일기즈 탄타셰프 (우즈베키스탄) 후보 대기심: 안드레이 차펜코 (우즈베키스탄) 비디오 판독심: 푸밍 (중국) 보조 비디오 판독심: 이다 준페이 (일본) | 경기 규정 - 정규시간은 90분이다. - 정규 시간 종료 후 동점일 때 30분간 연장전 돌입 - 연장 종료 이후 동점인 경우 승부차기 돌입 - 최대 3개의 교체카드를 사용할 수 있으며 연장 돌입 시 4개까지 사용 가능. |

## 같이 보기
- 2023년 AFC 아시안컵 결선 토너먼트